# Acheta domesticus
Grillon domestique / grillon comestible
Espèce
Synonymes
- Gryllus domesticus Linnaeus, 1758
(protonyme)

Le grillon domestique ou grillon comestible (Acheta domesticus) est une espèce d'orthoptères appartenant à la famille des Gryllidae, utilisée dans l'alimentation humaine et animale. On le rencontre dans toute l'Europe occidentale où il ne peut durablement se maintenir que dans les habitations ou dans des stations du métro. Consommé par l'homme dans de nombreuses régions du monde, il est particulièrement riche en protéines, en vitamine B12 et pauvre en lipides. En Occident, il est notamment utilisé sous forme de farine de grillon tandis qu'en Asie il est couramment consommé entier. En dehors des grands élevages industriels, il s'élève également très facilement à petite échelle, dans de petites structures familiales ou individuelles.

## Description
Le grillon comestible est un animal de taille modeste (de 16 à 20 mm) et de couleur marron clair tirant sur le brun sur le dessus. Les femelles se distinguent des mâles par la présence d'un oviscapte, tube long et fin à l'arrière de l'abdomen qui sert à déposer les œufs dans le sol.

## Comportement
Originaire semble-t-il d’Afghanistan, le grillon dit domestique arrive en Europe au Moyen Âge, probablement apporté par le commerce des épices. Recherchant la chaleur, son refuge privilégié dans les régions les plus septentrionales est initialement les fours à bois des boulangers puis avec leur disparition, les maisons et les voies ferrées du métro, notamment celles du métro parisien.
Le grillon domestique vit principalement le jour, durant lequel il profite de la chaleur. Il peut tout de même être actif en début et fin de nuit, surtout quand les températures sont élevées.

Il creuse des galeries dans la terre où il se réfugie en cas de danger.
Cette espèce – comme la plupart des grillons – se nourrit principalement d'herbes mais est opportuniste et peut consommer à peu près tous les aliments.
Les combats entre mâles sont fréquents.

## Reproduction
La reproduction se déroule dès le printemps, et se poursuit durant tout l'été, les femelles étant en mesure de pondre de nombreuses fois.[citation nécessaire]
Les mâles attirent les femelles en stridulant, un son produit par le frottement de leurs ailes (élytres). Elles pondent de nombreux œufs dans la terre humide.[citation nécessaire]
Les petits sont identiques aux adultes, et mesurent moins d'un millimètre. Ils grandissent rapidement pour atteindre leur taille adulte au bout d'environ deux semaines. Cette croissance passe par des mues successives, lors desquelles l'animal sort de son ancienne carapace chitineuse. Il est alors mou et très vulnérable durant le temps que met la chitine pour durcir.[citation nécessaire]

Ces grillons peuvent vivre plus d'un mois.

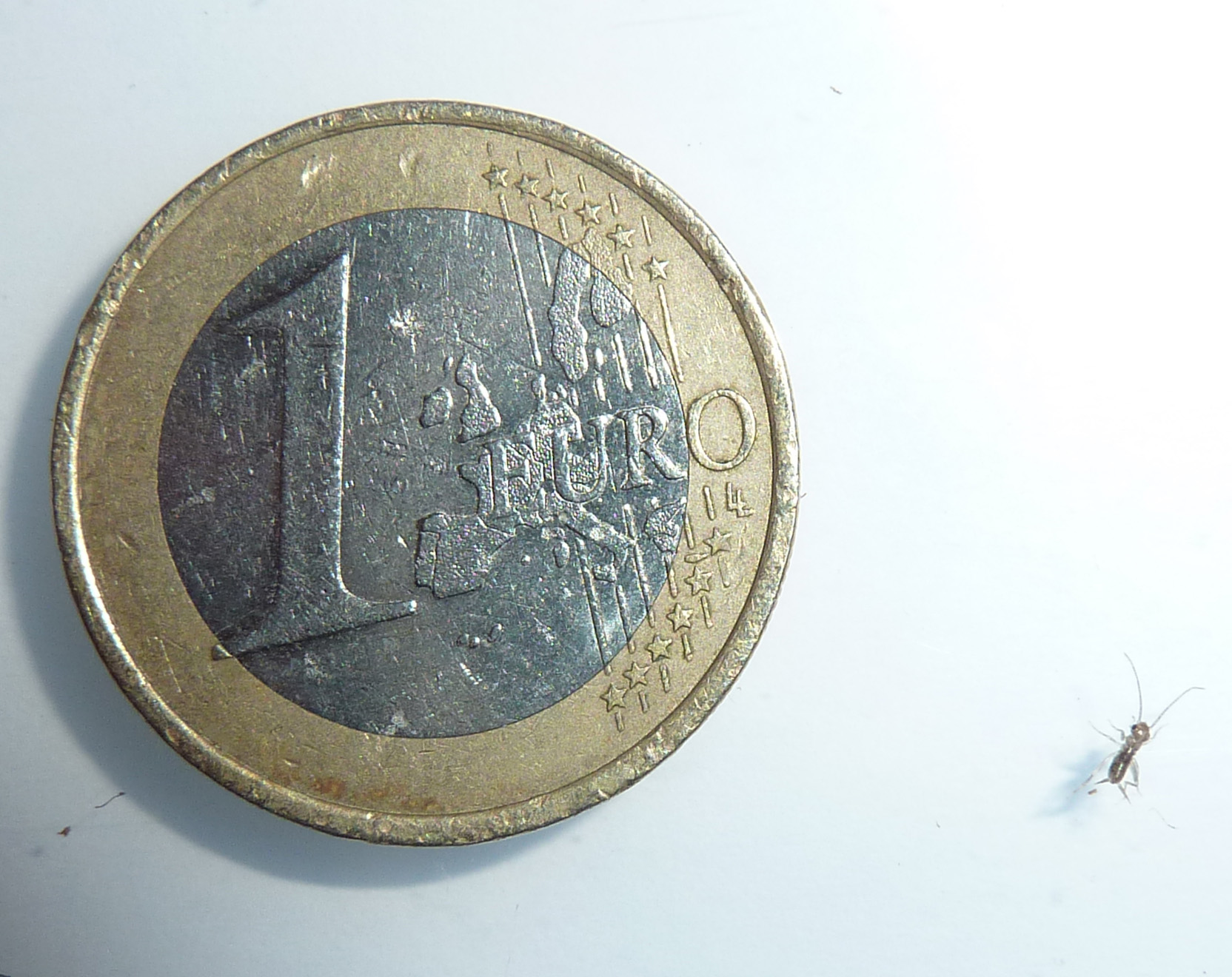
Nouveau né de quelques jours
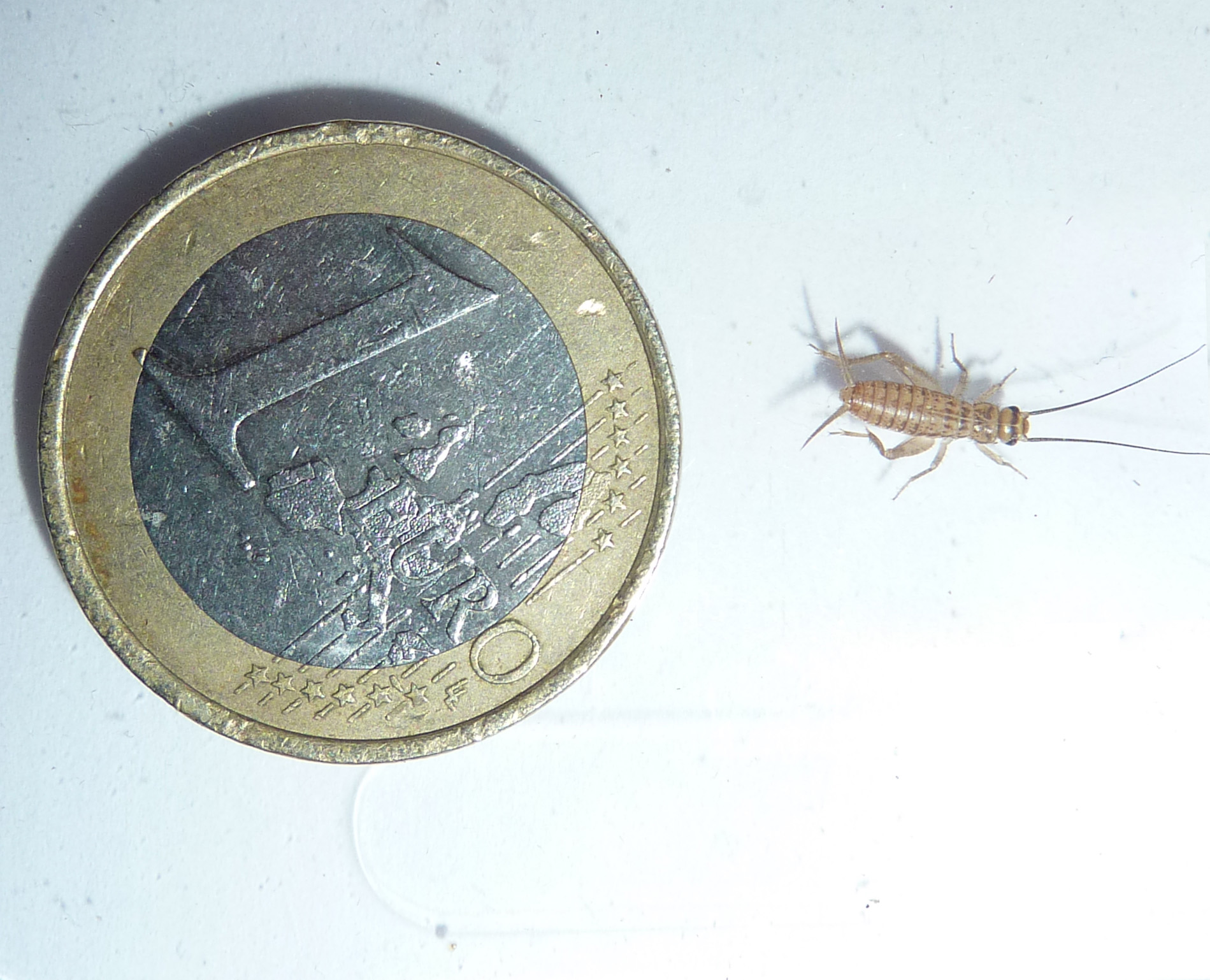
Jeune Acheta domesticus

## Elevage
Le grillon domestique est souvent retrouvé en élevage, en particulier parce qu'il y est facile à nourrir. Il accepte à la fois des aliments végétaux et carnés, bien qu’il préfère les proies animales. Il est opportuniste, c'est-à-dire que son régime alimentaire dépend de la nourriture disponible dans l'environnement, et s'adapte donc très facilement.
En manque de nourriture, les grillons peuvent devenir cannibales.
Les grillons sont sensibles à la lumière. Pendant la journée, ils se cachent, mais sont parfois actifs dans l'ombre. Avec une température maintenue autour des 25-30° dans un environnement humide, le grillon domestique a une espérance de vie de 4 à 6 mois.

## Consommation
En Asie, cette espèce de grillon gagne fortement en popularité, son goût étant très apprécié des consommateurs, il remplace de plus en plus les espèces locales de grillons.
En Occident, les populations sont  réticentes à consommer des insectes, cependant, on observe de plus en plus d'entreprises se lancer dans la production d'aliments à base de farine d'insectes, tels que des barres énergétiques ou des pâtes.
En plus de son utilisation dans l'alimentation humaine, cette espèce est fréquemment élevée commercialement ou par des particuliers pour servir de base à l'alimentation de nombreux insectivores, les reptiles en particulier.
La Commission européenne autorise son ajout sous forme de poudre dégraissée, dans les plats de consommation humaine, à partir du 24 janvier 2023.

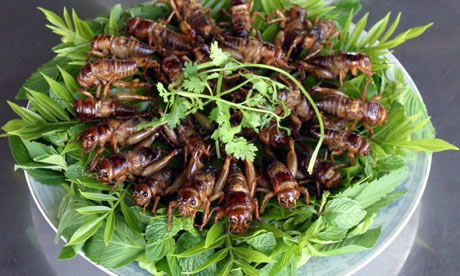
Grillons entiers en salade, la consommation de grillons entiers suscite de forts freins culturels en Occident.
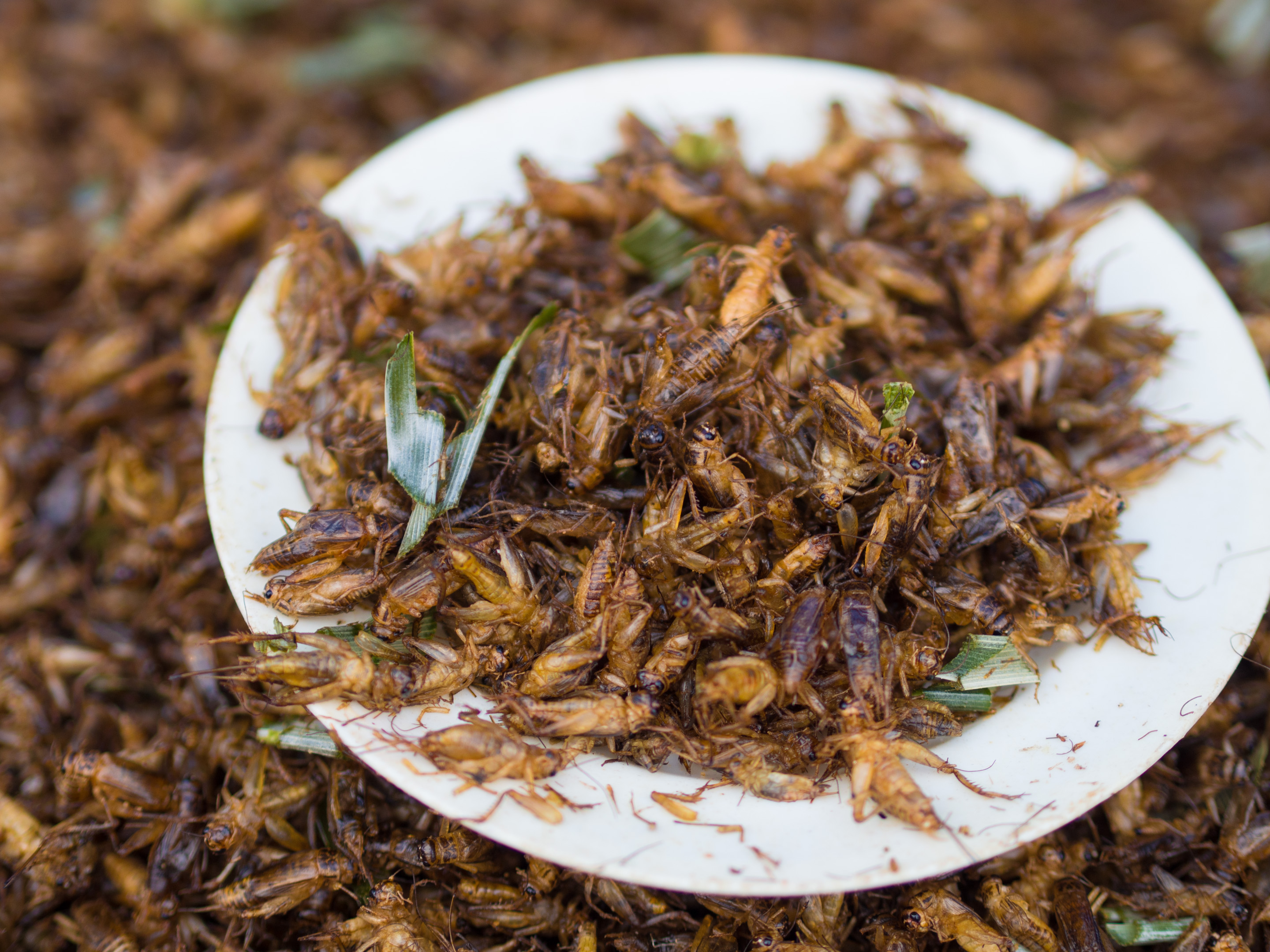
Grillons comestibles servis entiers et sans accompagnement en Thaïlande.

## Composition.
Tableau 1. Analyse d'une poudre de grillon (Acheta domesticus)
| Valeur nutritionnelle pour 100g |                |
| Energie Kcal/KJ                 | 445kcal/1866Kj |
| Matière grasse g                | 17,5           |
| Acides gras mono saturés g      | 3,6            |
| Acides gras polyinsaturés g     | 6,4            |
| Acides gras saturés g           | 6,2            |
| Glucides g                      | <1             |
| Don de sucre g                  | < 0,1          |
| Fibres g                        | 5,7            |
| Protéines g                     | 69             |
| Sel g                           | 1,09           |
| Fer mg                          | 9,1            |
| Zinc mg                         | 19,9           |
| Calcium mg                      | 1,410          |
| Vitamine B12 µg                 | 19,2           |
| Vitamine B2 mg                  | 4,9            |

La farine de grillon contient environ 70% de protéines. Elle contient 8 acides aminées essentiel qui représente 34,7% des protéines total. La teneur en protéines de la farine de grillon comparée avec celle du bœuf ou du poulet8, en contient deux fois plus (32g/100g pour un bœuf braisé et 24-27g/100g pour une pièce de poulet à cuire9). De plus, la farine de grillon possède plus de fer (9,1mg/100g) que la lentille séchée (6,5mg/100g).
Pour une personne adulte, il conseillé 0,8g/kg/j de protéines soit environ 67-57g . La consommation de 97g de farine de grillon, répondrait à nos besoins en protéines journalier. De plus, cela nous apporterait également 8,8mg de fer, ce qui permettrait aussi de couvrir nos besoins ferrique(7-11mg/j recommandé).
Il est également riche en minéraux (Zinc, Calcium, Potassium, Fer …), en vitamines B, C, E et A. Elle contient notamment la vitamine B12, que l’on ne retrouve que dans les produits d’origine animale et qui est essentielle à notre bon développement.  
Cependant, cet insecte est pauvre en glucides (2,6%). Il faut donc associer la farine de grillon avec des sucres lents afin de répondre aux besoins journaliers de l’Homme.
Néanmoins, le grillon contient de la tropomyosine, une protéine allergène, présente aussi dans les crustacés. Cette dernière a été mise en évidence grâce à un test Elisa (en utilisant la protéine IgE homologue). Mais cette protéine peut être inactivée par la chaleur. Par mesure de précaution, les emballages des produits contenant du grillon doivent indiquer la présence d’allergène aux crustacés et mollusques. 
Par ailleurs, l’EFSA assure que la consommation de farine de cricket est sans danger pour la santé.[citation nécessaire]
Le grillon peut parfaitement remplacer la viande afin de couvrir les besoins en protéines. Il peut également assurer les besoins en fer, minéraux et de certaines vitamines. L’incorporation de grillon dans notre alimentation pourrait permettre de faire baisser la consommation de viande animale et même la remplacer. Cependant, en France, les produits à base de grillon sont onéreux.[citation nécessaire]

## Disparition
Le grillon traditionnellement présent dans le métro parisien a tendance à y disparaître[réf. nécessaire]. Selon une association constituée en 1992, la Ligue de protection des grillons du métro parisien (LPGMP), cette disparition est provoquée par le remplacement du ballast par des poutres en béton, mais aussi par les grèves des conducteurs qui feraient chuter la température. Aux côtés d'une amicale parlementaire pour le soutien aux grillons du métro, la LPGMP dénonce aussi la loi Évin, interdisant de fumer dans le métro, qui aurait privé le grillon d'une « importante source de nourriture, le mégot de cigarette »[réf. nécessaire]. Mais selon des entomologistes, il est peu probable que les grillons se nourrissent de bouts d'acétate de cellulose (un plastique industriel) imprégnés de nicotine (un violent poison pour les insectes). Certains commentateurs ont d'ailleurs fait remarquer que la protection du grillon pouvait n'être qu'un prétexte pour s'opposer aux grèves des cheminots et pour réclamer la fin de l'interdiction de fumer dans les lieux publics. Ce que reconnaissent d'ailleurs volontiers certains des fondateurs de l'amicale parlementaire.

### Stridulation
- enregistrement audio de la stridulation d'un mâleⓘ